# Natura morta (Dazzi)
Natura morta è il titolo di due dipinti di Arturo Dazzi. Eseguiti verso il 1965, appartengono alle collezioni d'arte della Fondazione Cariplo.

## Storia
Le due opere furono acquistate dalla Fondazione Cariplo in occasione di una mostra tenuta presso la Galleria d'Arte Corso Venezia a Milano nell'aprile del 1965, a cui Dazzi partecipò con sculture e dipinti.

## Descrizione
Si tratta di due nature morte dal cromatismo vivace, reso attraverso l'uso di tinte accese e l'accostamento di colori complementari.